# H3 (Slovenië)
De H3 is een hitra cesta in Slovenië. De als autosnelweg uitgebouwde weg vormt het noordelijk deel van de ringweg van Ljubljana. De H3 is 10 kilometer lang.

## Routebeschrijving
De H3 vormt het noordelijk deel van de ringweg van Ljubljana, tussen de A1 bij het Knooppunt Zadobrova en de A2 bij het Knooppunt Koseze. De weg telt 2x2 rijstroken en is volledig ongelijkvloers, met snel achter elkaar opvolgende afritten. De snelweg voert langs de noordrand van Ljubljana en ontsluit tal van bedrijventerreinen. De weg ligt gedeeltelijk verdiept maar kent geen tunnels of bruggen.

## Geschiedenis
De H3 is begin jaren 80 opengesteld. In 1999 is het knooppunt met de A1 geopend aan de oostkant van de stad. In 2008 volgde de openstelling van het knooppunt met de A2, daarvoor vloeide de H3 zonder knooppunt in de A2 over.

### Opstellingsgeschiedenis
| Van                 | Naar             | Lengte | Datum      |
| ------------------- | ---------------- | ------ | ---------- |
| Črnuče              | Tomačevo         | 2,5 km | 12-11-1981 |
| Celovška            | Knooppunt Koseze | 5,3 km | 12-11-1981 |
| Tomačevo            | Celovška         | 3,8 km | 29-11-1983 |
| Knooppunt Zadobrova | Tomačevo         | 4,3 km | 16-11-1998 |

## Verkeersintensiteiten
| locatie             | 2017   |
| ------------------- | ------ |
| Ljubljana-Zadobrova | 66.300 |
| Ljubljana-Savlje    | 67.200 |
| Ljubljana-Vodnikova | 60.400 |